# Bishopiana hypoarctica
Espèce
Bishopiana hypoarctica est une espèce d'araignées aranéomorphes de la famille des Linyphiidae.

## Distribution
Cette espèce est endémique de Russie.

## Publication originale
- Eskov, 1988 : Seven new monotypic genera of spiders of the family Linyphiidae (Aranei) from Siberia. Zoologičeskij Žurnal, vol. 67, p. 678-690.